# Берлінгтон (Мен)
Берлінгтон (англ. Burlington) — місто (англ. town) в США, в окрузі Пенобскот штату Мен. Населення — 373 особи (2020).

## Демографія
Згідно з переписом 2010 року, у місті мешкали 363 особи в 166 домогосподарствах у складі 106 родин. Було 410 помешкань
Расовий склад населення:
| - 99,4 % — білих - 0,3 % — азіатів |

До двох чи більше рас належало 0,3 %. Частка іспаномовних становила 0,3 % від усіх жителів.
За віковим діапазоном населення розподілялося таким чином: 17,9 % — особи молодші 18 років, 62,3 % — особи у віці 18—64 років, 19,8 % — особи у віці 65 років та старші. Медіана віку мешканця становила 50,0 року. На 100 осіб жіночої статі у місті припадало 101,7 чоловіків;  на 100 жінок у віці від 18 років та старших — 105,5 чоловіків також старших 18 років.
Середній дохід на одне домашнє господарство  становив 48 425 доларів США (медіана — 34 318), а середній дохід на одну сім'ю — 58 125 доларів (медіана — 41 875). Медіана доходів становила 52 083 долари для чоловіків та 30 625 доларів для жінок. За межею бідності перебувало 25,7 % осіб, у тому числі 60,0 % дітей у віці до 18 років та 14,5 % осіб у віці 65 років та старших.
Цивільне працевлаштоване населення становило 86 осіб. Основні галузі зайнятості: освіта, охорона здоров'я та соціальна допомога — 22,1 %, роздрібна торгівля — 18,6 %, сільське господарство, лісництво, риболовля — 15,1 %, транспорт — 14,0 %.